# Eufrozyna Piątek
Eufrozyna Piątek (ur. 1935 w Rudzie, zm. 23 listopada 2018 w Zabrzu) – polska geolog, historyk techniki, ekspert górniczy, regionalistka i nauczycielka.

## Życiorys
Absolwentka Wydziału Geologiczno – Poszukiwawczego Akademii Górniczo-Hutniczej w Krakowie. W latach 1959–1970 pracowała jako nauczycielka w Technikum Górniczym w Wałbrzychu, pełniąc również funkcję wicedyrektora placówki oraz doradcy metodycznego przedmiotów zawodowych w zakresie górnictwa. Następnie, w latach 1970–1978 pełniła funkcję inspektora technicznego oraz kierownika działu informacji naukowo–technicznej w Dolnośląskim Zjednoczeniu Przemysłu Węglowego. W latach 1980–1990 była pracownikiem naukowym Instytutu Historii, Architektury i Techniki Politechniki Wrocławskiej, uzyskując na tej uczelni tytuł doktora nauk technicznych. Należała do Polskiego Komitetu Ochrony Dziedzictwa Przemysłowego TICCIH, Rady Naukowej Fundacji Ochrony Dziedzictwa Przemysłowego Śląska, Polskiego Towarzystwa Historii Techniki, Wałbrzyskiego Towarzystwa Kultury oraz Komisji Historii i Ochrony Zabytków Hutnictwa przy Zarządzie Głównym SITPH. Była współzałożycielką i wieloletnią redaktorką Kroniki Wałbrzyskiej (1979-1999) oraz rzeczoznawcą w specjalności zabytki techniki; górnictwo, hutnictwo i elektroenergetyka Ministerstwa Kultury (1993-2004) Wiele lat poświęciła naukowej pracy jako członek Rady Muzeum Górnictwa Węglowego w Zabrzu (pierwszej i drugiej kadencji) oraz współpracownik Fundacji Otwartego Muzeum Techniki czy wieloletni uczestnik Międzynarodowych Warsztatów z Archeologii Przemysłowej. Wraz z mężem Zygfrydem Piątkiem byli inicjatorami powstania Muzeum Przemysłu i Techniki w Wałbrzychu, otwartego w 1997 na terenie zabytkowej Kopalni Węgla Kamiennego „Julia”, a po wielu latach zrewitalizowanego i przekształconego w instytucję kultury Centrum Nauki i Sztuki Stara Kopalnia w Wałbrzychu. W latach 2011–2014 pracowała jako adiunkt, koordynator prac naukowo-badawczych w Muzeum Górnictwa Węglowego w Zabrzu, w utworzonym w 2008 przy Muzeum Międzynarodowym Centrum Dokumentacji i Badań Dziedzictwa Przemysłowego dla Turystyki (MCDB-DPT).
Zajmowała się historią górnictwa węgla kamiennego oraz miedzi na terenie Dolnego Śląska ze szczególnym uwzględnieniem okolic Wałbrzycha, terenów Gór Sowich i Gór Kaczawskich, a także dziejami regionu. Zajmowała się również historią przemysłu i dziedzictwem przemysłowym Górnego Śląska.
Była autorką i współautorką ponad 160 publikacji oraz artykułów naukowych.

### Wybrane publikacje
- Historia dolnośląskiego węgla kamiennego od XV do połowy XVIII wieku (1989)
- Szczawno-Zdrój: historia miasta i uzdrowiska (1996)
- Górnictwo rud metali w Górach Sowich (2000)
- Piątek E., Grochowski R., Weyna W.: Podziemne górnictwo węgla brunatnego w Borach Tucholskich (2012). Wyd. Maltex[2]
- Kopalnia Guido w Zabrzu: fragment górnośląskiego górnictwa węglowego (2013)
- Kopalnia Concordia i szyb Maciej w Zabrzu, historia i zachowane dziedzictwo (2019)

## Odznaczenia
Za swe zasługi otrzymała; nagrodę Miasta Wałbrzycha (1981) oraz Medal Społecznego Ruchu Popularyzacji Nauk o Ziemi (1982), nagrodę Ministra Nauki i Szkolnictwa Wyższego (1987) złotą oraz srebrną Odznakę „Za opiekę nad zabytkami” (2005). Została również uhonorowana tytułami: Honorowej Obywatelki Szczawna-Zdrój (2015) oraz Zasłużonej dla Miasta Wałbrzycha (2018).